# Pont Lafayette (Lyon)
Die Pont Lafayette ist eine Straßenbrücke in Lyon über die Rhône. Sie verbindet den Place des Cordeliers im 2ème Arrondissement auf der von Saône und Rhône gebildeten Halbinsel mit dem Cours Lafayette im 3ème Arrondissement am linken Ufer.
Die nächste Brücke flussaufwärts ist die Passerelle du Collège, flussabwärts folgt die Pont Wilson.

## Beschreibung
Die 218 m lange und 20 m breite Brücke hat vier Fahrspuren, davon zwei Busspuren sowie zwei Spuren für den allgemeinen Verkehr vom rechten zum linken Ufer, und zwei 4,7 m breite Geh- und Radwege.
Da das Niveau der anliegenden Straßen eingehalten werden musste, die Behörden aber nur drei Bögen erlaubten, musste eine sehr flache Konstruktion gewählt werden. Die Brücke besteht daher aus drei sehr flachen Segmentbögen mit Spannweiten von 63 + 67 + 63 m und einer Pfeilhöhe von 1:15,91. Der in Flussrichtung rechte, westliche Bogen verschwindet zu etwa einem Drittel unter einer späteren Verbreiterung der Uferpromenade. Der linke Bogen überspannt den Kai mit den Uferanlagen und einem Radweg. Jeder Segmentbogen besteht aus acht stählernen Rippen mit einem rechteckigen Hohlkasten-Querschnitt, die sich auf Kämpfergelenke an den Widerlagern und an den etwa 3 m breiten Mauerwerkspfeilern abstützen, mit Quer- und Diagonalverbänden versteift sind und auf denen die nur 0,40 m hohe Fahrbahnplatte aufgeständert ist.
Auf den Fundamentplatten der Pfeiler befinden sich große Statuen aus weißem Kalkstein, die Allegorien der Rhône und der Saône darstellen. Es handelt sich um Kopien der Originale am Denkmal von Louis XIV auf dem Place Bellecour. An den Widerlagern befinden sich Wappen der Stadt Lyon mit der Jahresangabe 1888–1890.
Der Entwurf der zwischen 1888 und 1890 gebauten Brücke stammt von den Ingenieuren Tavernier, Girardon und Fabrègues. Das stählerne Tragwerk der Brücke wurde von Schneider & Cie. in Le Creusot hergestellt und montiert. Die Pont Lafayette war damit eine der ersten, wenn nicht die erste Straßenbrücke mit flachen Segmentbögen, deren Tragwerk vollkommen aus Stahl und nicht mehr, wie bis dahin üblich, aus Schmiedeeisen hergestellt wurde.

## Geschichte
Die erste Brücke an dieser Stelle war eine zwischen 1825 und 1828 gebaute Brücke aus neun hölzernen Bögen auf gemauerten Pfeilern. Es war die drittälteste Rhône-Brücke in Lyon. Sie sollte zunächst Pont du Concert heißen nach einem Musiksaal am Place Cordeliers, wurde aber 1824 in Pont Charles X umbenannt nach König Charles X, der ihren Bau genehmigt hatte. 1831 wurde sie auf Anordnung von Louis-Philippe zur Pont Lafayette, nach dem General Lafayette, der 1830 das Kommando der Garde nationale übernommen und Louis Philippe die Thronbesteigung ermöglicht hatte. Anfang der 1880er Jahre zeigte die Brücke Zeichen von Altersschwäche, so dass ein Neubau beschlossen und 1887 beauftragt wurde.